# Sparisoma cretense
Sparisoma cretense is een baarsachtige uit de familie van de papegaaivissen (Scaridae).
De soort komt voor in het oostelijk deel van de Atlantische Oceaan, van Senegal en de Canarische Eilanden tot Portugal en westelijk tot de Azoren, en in de Middellandse Zee. De soort leeft rond riffen op een diepte van 20 tot 50 meter.
De vis heeft een oranje grondkleur, met een witte zadelvlek achter de ogen die aan de voorkant een gele rand heeft die door de ogen loopt. Bij de staart bevindt zich een gele vlek. Het dier wordt 50 centimeter groot. Hij leeft van algen en kleine ongewervelden.